# Fall Stettin
Der Fall Stettin war eine 1943 durchgeführte Aktion der Gestapo gegen in Stettin und der Provinz Pommern tätige römisch-katholische Geistliche. In Pommern bildete die katholische Diaspora eine Minderheit, im evangelisch geprägten Stettin bestand lediglich die römisch-katholische Pfarrei St. Johannes der Täufer. Dort arbeiteten Geistliche wie die Priester Herbert Simoleit, Carl Lampert und Friedrich Lorenz.

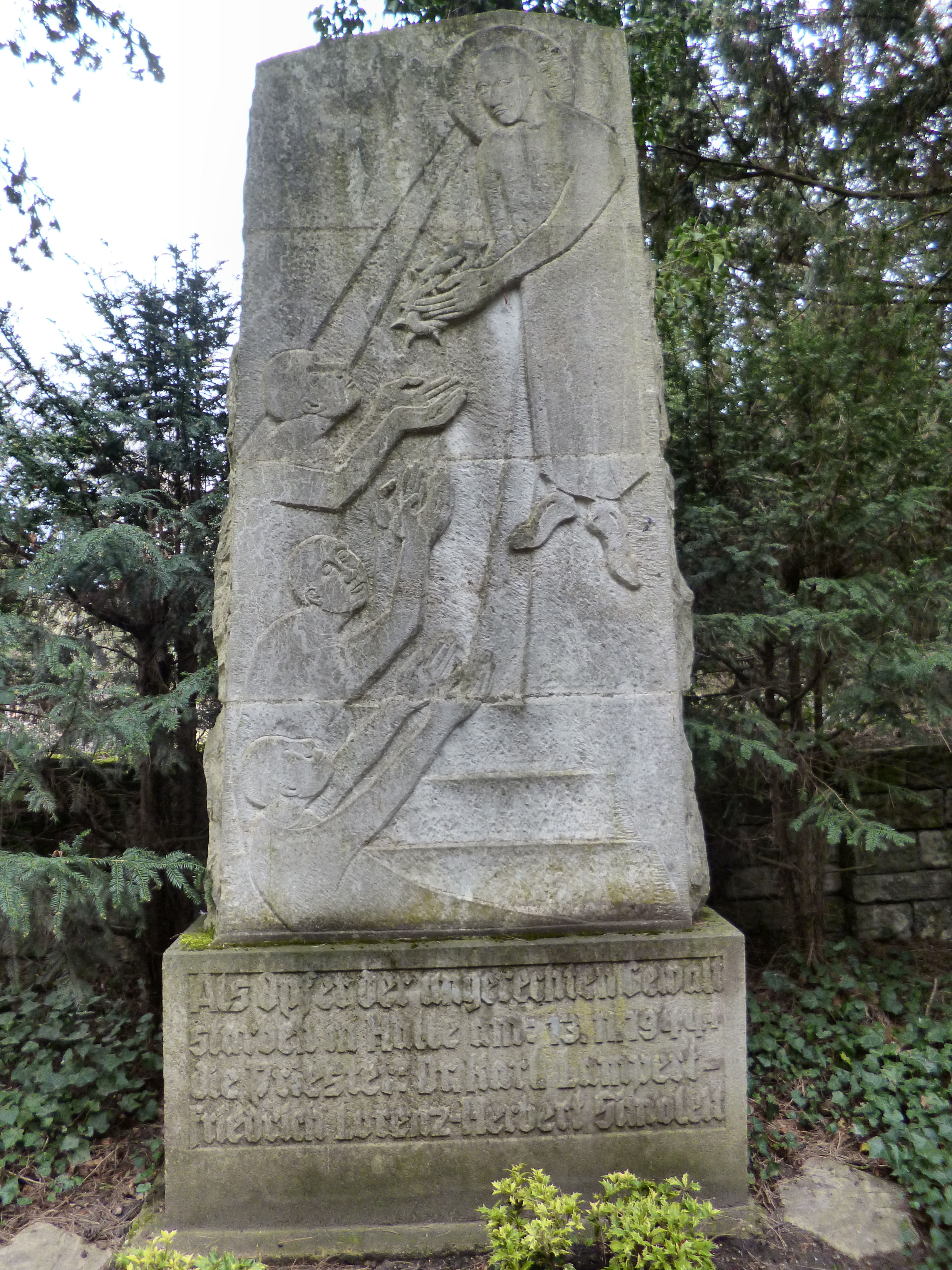
Gedenkstein für die Priester Simoleit, Lorenz und Lampert auf dem Südfriedhof (Halle)

Zur Erbringung von Beweisen für Aktivitäten des katholischen Widerstands gegen den Nationalsozialismus setzte die Gestapo ihren Agenten Franz Pissaritsch (1916–2005) unter dem Decknamen Georg Hagen ein, der das Vertrauen der Stettiner Katholiken und ihrer Geistlichen gewinnen konnte. In der Nacht vom 4. auf den 5. Februar 1943 fanden in Stettin, Greifswald, Wolgast, Luisenthal bei Gollnow, Zinnowitz auf Usedom sowie in Parchim Verhaftungen von 40 Personen statt, darunter waren elf römisch-katholische Geistliche wie Albert Hirsch, ein Pfarrer aus Borislawitz. Die Priester Simoleit, Lorenz und Lampert wurden vom Reichskriegsgericht in Torgau zum Tode verurteilt und am 13. November 1944 im Gefängnis in Halle (Saale) enthauptet. Die Beisetzung ihrer Urnen fand zunächst auf dem Friedhof bei der örtlichen Kirche St. Gertruden statt; nach dem Ende des Krieges wurden sie in ihre Heimatorte überführt. Die anderen Verhafteten wurden in Konzentrationslager deportiert.